# ولیکو یوبلجسکو
ولیکو یوبلجسکو (به لاتین: Veliko Ubeljsko) یک زیستگاه انسانی در اسلوونی است که در Inner Carniola واقع شده‌است.

## خصوصیات
ولیکو یوبلجسکو ۶٫۰۳ کیلومترمربع مساحت و ۹۰ نفر جمعیت دارد و ۵۸۷٫۹ متر بالاتر از سطح دریا واقع شده‌است.